# Balantiocheilus melanopterus
El tiburón plata o tiburón tricolor (Balantiocheilus melanopterus) es una especie de pez de la familia de los Cyprinidae. Esta especie no es un tiburón stricto sensu, pero es comúnmente llamado "tiburón" debido a su forma parecida y sus grandes aletas.
Es originario del sudeste asiático. Es ovíparo, aunque no es muy probable que pueda reproducirlo en cautiverio.

## Distribución
Se encuentra en los ríos Mekong y Chao Phraya, Península de Malaca, Sumatra, Borneo.

## Apariencia y anatomía
Tienen cuerpo plateado con márgenes negros en la aleta dorsal, aleta caudal, aleta anal, y aleta pélvica. La dureza del agua no deberá pasar de 10. Crece de 30 a 40 cm en estado natural pero en acuarios raramente supera los 25 cm Vive en aguas con temperaturas que van desde 22 hasta 28 grados. Habitan aguas levemente ácidas, con valores de [pH] entre 6,5 y 7.5

## Hábitat y ecología
Se los encuentra en aguas medias, en ríos y lagos grandes y medianos. Son todos omnívoros, alimentándose fundamentalmente de fitoplancton, y mucho pequeños crustáceos, rotíferos, insectos y sus larvas.
En acuarios se adaptan bien al alimento seco. También es conveniente complementar su dieta con alimento congelado, materia vegetal y alimento vivo, como pequeños invertebrados.

## Conservación
Según la Lista Roja del IUCN su estado de conservación es «amenazado». Se ha convertido en rara o extinta en muchas cuencas de ríos en su rango nativo. En "Danau Sentarum" (Borneo), se ha reportado en 1993 y 1995 que las poblaciones han decrecido dramáticamente después de 1975, sin una razón clara. Como posibles causas se menciona la sobrepesca para el tráfico de acuarios, o los incendios forestales de 1975 y la polución resultante. La especie está aparentemente extinta en la cuenca del Batang Hari (Sumatra) y se cree que todos los individuos de B. melanopterus fueron exportados de Indonesia y de Tailandia por los mercaderes de acuarios.

## En el acuario
Es un pez popular de los acuarios. A pesar de su nombre común "tiburón", son generalmente pacíficos y buenos compañeros de otras especies de peces tropicales. Es omnívoro y puede comerse otros animales si son más pequeños y entran en sus fauces. Langostinos (Thalassinidea, kril, etc.) deberían estar disponibles en adecuados lugares para que no coma de otras spp. Si bien, se los encuentra en los negocios de mascotas, debe tenerse en cuenta que suelen alcanzar un tamaño inadecuado para el común de los tamaños de acuarios familiares.
Son peces resistentes, toleran cambios de temperatura, de pH, y otros factores donde las demás spp. son sensibles. El pH del agua debería oscilar de 6,0–8,0. La dureza del agua de suave a medio (5,0–12,0 dGH). La Tº del agua rondaría entre 22–28°C. Prefiere estar en grupos de cinco o más especímenes (aunque pueden sobrevivir solitarios). Esta sp. requiere de acuarios cubiertos ya que son avezados saltadores.
Los muy jóvenes pueden permanecer en pequeños acuarios. Sin embargo, a medida que van tomando su tamaño adulto, su conducta de cardumen, y su velocidad de nado, va requiriendo cada vez mucho más espacio habitacional. Los hobbistas continuamente debaten acerca del tamaño mínimo aceptable de tanque, generalmente se recomienda al menos 1,5  m de tanque. FishBase lista un mínimo de 15 dm. Muchos creen que esta especie es simplemente demasiado grande y activo para permanecer en un recinto comercial siempre; y solo los enormes tanques son los aceptables. 
Este pez es un incansable nadador del acuario. La pecera debe ser larga para permitirle al cardumen desplazarse con comodidad. Es un pez pacífico y algo asustadizo, con tendencia a saltar si está nervioso. Para este asunto es recomendable utilizar plantas flotantes.